# Ramirez Cruz
Washington Ramirez Cruz Santos ou simplesmente Ramirez Cruz (Ribeira do Pombal, 22 de novembro de 1987) é um futebolista brasileiro que atua como volante e atualmente está sem clube.

## Carreira
Formado na base do Vitória, sempre mostrando que teria um futuro brilhante, em 2008 foi promovido ao time principal, e no ano seguinte foi emprestado ao América de Natal, em quanto estava lá, agradou os dirigentes do Náutico onde no ano seguinte assinou com o náutico por empréstimo, no ano seguinte o Náutico renovou com ele, continuou com os direitos federativos ligado ao Vitória, atuou na Série A e outros campeonatos nacionais, mais por causa de uma lesão teve que ficar um tempo em espera sua carreira, em 2013 após recuperar da lesão, o Náutico cedeu-o para o clube rival Santa Cruz, para ter o jogador William Alves, e assinou com o Santa. No Santa Cruz por causa das lesões não teve muita oportunidade, atuou somente em 15 pela série C, e retornou ao Náutico no fim do contrato de empréstimo ao Santa Cruz. Atualmente atua pelo Predefinição:A.D. Bahia de Feira, desde o início da temporada 2016.

## Títulos
Santa Cruz
- Campeonato Brasileiro - Série C: 2013

## Ligações Externas
- Sambafoot.com
- Soccerway
- BRA soccer